# إنريكي باوتيستا
إنريكي باوتيستا هو عداء سريع فلبيني، ولد في 15 يوليو 1934، وتوفي في 25 يوليو 2005.

## وصلات خارجية
- إنريكي باوتيستا على موقع أوليمبيديا (الإنجليزية)